# أحمد سعداوي (كاتب)
أحمد سعداوي هو روائي وشاعر وكاتب سيناريو عراقي من مواليد بغداد عام 1973. عمل في العديد من الصحف والمجلات والمؤسسات الصحفية المحلية، وعمل مراسلاً للبي بي سي في بغداد 2005-2007. يعمل حالياً في إنتاج وكتابة الأفلام الوثائقية وأعداد البرامج التلفزيونية وكتابة السيناريو. عمل مراسلاً لوكالة (MICT) الألمانية ومقرها برلين. وينشر في صحف الصباح والصباح الجديد والمدى والمجلات الأسبوعية كالشبكة وتواصل وجميعها تصدر في بغداد. حاز على الجائزة الأولى في مهرجان الصحافة العراقية فرع الريبورتاج 2004، ومن أبرز أعماله الروائية رواية (فرانكشتاين في بغداد) التي أُصدرت عام 2013 وحائزت على جائزة البوكر العربية 2014، ووصلت إلى القائمة القصيرة لجائزة مان بوكر البريطانية، يعد سعداوي أول روائي عراقي وخامس روائي عربي يترشح للجائزة بعد المصري نجيب محفوظ واللبنانيين أمين معلوف وهدى بركات والليبي إبراهيم الكوني. وتُرجمت الرواية إلى 32 لغة، منها الإنجليزية، الصينية، الفرنسية، والكورية، وستتحول إلى فيلم سينمائي. أسس برفقة صديقيه ناجي الكناني وسامر السبع دار نشر ومكتبة تحت اسم «نابو للنشر والتوزيع».

## حياته
ولد الكاتب أحمد سعداوي في حي مدينة الصدر الشعبي شرق بغداد- كانت في الماضي مدينة الثورة ثم مدينة صدام قبل أن تستقر على اسمها النهائي بعد الغزو الأميركي للعراق، في عائلة مؤلفة من سبعة أبناء، بعيدة عن أي أهواء أدبية أو ثقافية. والده كان يعمل سائقا في حديقة الزوراء، المتنزه الحكومي الأكبر في بغداد، حيث كان يقوم بنقل شتول الورد إلى الحديقة. هذا المتنزه سيكون الفضاء العام الأول الذي يتسكع فيه أحمد طفلاً، في المرات التي يصحبه والده معه إلى عمله.

### مدينة الفقر والمواهب
بحنين لا يبدو أنه فتر أو خفت، رغم مرور 20 عاماً على انسلاخه عن مكانه الأول، مدينة الصدر التي عاش فيها طفولته ومراهقته وبداية فتوته. فهذه المدينة، وبرغم بيئتها الفقيرة واكتظاظ الناس (يسكنها 3 ملايين نسمة من مجموع سكان بغداد السبعة ملايين) وطابعها الشعبي الريفي، خرّجت السواد الأعظم من مبدعي العراق في شتى المجالات: الرياضة، الموسيقى، الأدب، الشعر، الرواية، المسرح، الاعلام، والصحافة. يذكر لنا ان نصف جيل التسعينات الشعري الذي اشتهر بقصيدة النثر، هم أبناء مدينة الصدر، وكذلك جيل الثمانينات. يعترف حائز البوكر (2014) ببصمة اثنين من انسبائه في تكوينه الثقافي. عمّه الرسام المحترف الذي ألهمه فن الرسم، وخاله المهتم بالشأن الثقافي. الاثنان حرّضاه على القراءة، ورافقاه إلى المكتبات لشراء الكتب، وهما من أخرجاه من قراءة قصص الفتيان إلى قراءة كتب البالغين.

### رسام الكرتون
شغفه بالرسم أدخله إلى دار ثقافة الأطفال، وهي مؤسسة حكومية تابعة لوزارة الثقافة العراقية كانت تصدر مجلتي (خاصة بالأطفال) والمزمار (مجلة منوعة للفتيان) وتضم نخبة من كبار رسامي الكرتون العراقيين. في هذه الدار باشر عمله رساما متمرنا قبل ان يحوز اعترافها وتقرر نشر رسوماته في المجلة. «كنت أخطط لأصبح رسام كرتون. لدي مكتبة كبيرة لأفلام الكرتون وأعرف الاتجاهات والمدارس كلها. لهذه اللحظة لا أفوت مشاهدة فيلم كرتون جديد».

### مجانية الشعر
إلى جانب الرسم مارس سعداوي مهنة الصحافة، وعمل مراسلاً لعدة صحف، ولم يتأخر في كتابة الشعر، فنشر ثلاث مجموعات شعرية، إضافة إلى كتابة السيناريو وإعداد الأفلام الوثائقية. حين سئل ما الذي دعاه للالتحاق بموجة الشعراء، يستحضر رد الشاعر الفلسطيني محمود درويش في السياق نفسه «بسبب عدم القدرة على شراء مواد الرسم، فيما الحصول على ورقة وقلم لكتابة الشعر كان متيسراً. كنت فقيراً ولا قدرة لي على شراء مواد الرسم. فالشعر أقل كلفة ولا يتطلب مواد كثيرة».
كل مساراته الفنية والأدبية صبت أخيرا في الكتابة الروائية «اعرف ان أي إنجاز أو لمسة خاصة عندي في الكتابة الروائية سببها تنوع ميولي الفنية التي وظفتها في الكتابة. تحسّسي للصورة وللون وللإيقاع أضاف لمسة خاصة في كتابتي الروائية». الرواية كإحدى محاولات اثبات الذات في مجتمع عراقي الغلبة فيه للثقافة الشعرية، ومزاجه العام هو مزاج شعري. حتى ان أحاديث المثقفين ومناقشاتهم تكاد تتمحور حول الشعر وفلسفة الشعر وارتباطه بالقضايا المعاصرة. أسباب تحوله إلى الرواية جزء منها يرده إلى التحدي لكن بالتأكيد هناك دوافع ذاتية يعجز عن تفسيرها «كانت قناعتي ان الآخرين يمكن أن ينتجوا قصيدة جيدة لكن التحدي هل يمكن إنتاج رواية جيدة؟ في الفترة التي بدأت أكتبُ فيها رواية كانت مساحة الفن الروائي محدودة في الإنتاج الادبي العراقي. الآن تغير المشهد إلى حد ما. اعتقدت انني قادر على انجاز رواية أقدّم فيها شيئاً مميزاً تفتقده الساحة.

### الكتابة
يظهر بوضوح في كتابات أحمد سعداوي المختلفة، أنّه حمل همّ بلاده، العراق، بعدما مزّقتها تسلّط الحكومات، وطغيان الاحتلال، وفجور الجماعات الدينية المتطرفة، وغيرها من الأحداث المأساوية التي وقعت العراق ضحية لها. وتميز أيضًا بمزجه المتكرر في أعماله بين الواقع والخيال، حتى يختلطا ببعض بشكل فريد من نوعه، مما يجعل القارئ يخوض معه تجربة مؤثرة، ممتعة، وغنّية بالخيال وهذ ما تجسد في رواياته. أما عن استثماره لإمكاناته السردية في الصحافة التي عمل فيها وفي الأفلام الوثائقية، فإن تجربته الصحافية أفادته فائدة عظيمة؛ فقد جعلته الصحافة أكثر واقعية في التعامل مع الكتابة وعلمته تحويل الوقائع إلى نص.كما انه مستمر في كتاب الشعر ويخطط لإصدار كتاب شعري، ويرى أن الشعر ضروري للروائي للاتصال بالبنية العميقة للفن، ولكن معرفته بالشعر تجعله لا يكتبه داخل الرواية ويميز بين المنطقتين.

## إصداراته الشعرية
- الوثن الغازي، مجموعة، بغداد 1997.[15]
- نجاة زائدة، مجموعة، بغداد 1999.
- عيد الاغنيات السيئة، مجموعة، مدريد، دار ألواح 2001.
- صورتي وأنا أحلم، مجموعة، بغداد 2002.[15]

## كتب مشتركة
- جروح في شجر النخيل، شهادات لمؤلفين عراقيين، دار الساقي، لندن 2007.
- المكان العراقي، نصوص لكتاب عراقيين، معهد الدراسات الإستراتيجية في بيروت 2008.
- نشرت له أخبار الأدب المصرية ملفاً خاصاً عن كتابه «رأسي»، في عددها الأخير لعام 2000، والكتاب عبارة عن اربعين لوحة كاريكاتيرية عن علاقة الرأس بالجسد. تضمن الملف مقالات احتفائية لجملة من الكتاب المصريين مع 24 لوحة من الكتاب بما فيها لوحة غلاف العدد.

## مؤلفاته
| العنوان                    | الناشر            | سنة النشر | عدد الصفحات | الرقم الدولي         | المصدر               |
| -------------------------- | ----------------- | --------- | ----------- | -------------------- | -------------------- |
| البلد الجميل               | منشورات الجمل     | 2015      | 185         | (ردمك 9789933351120) | [ 16 ] [ 17 ]        |
| الوجه العاري داخل الحلم    | دار الرافدين 2018 | 2016      | 282         | (ردمك 9789922606)    | [ 18 ] [ 19 ]        |
| باب الطباشير               | منشورات الجمل     | 2017      | 384         | (ردمك 9789933352899) | [ 20 ] [ 21 ] [ 22 ] |
| إنه يحلم، أو يلعب، أو يموت | منشورات الجمل     | 2015      | 209         | (ردمك 9789933351137) | [ 23 ] [ 24 ] [ 25 ] |
| مذكرات دي                  | دار ومكتبة نابو   | 2019      | 398         | (ردمك 9786144721049) | [ 26 ] [ 27 ]        |
| عيد الأغنيات السيئة        | دار الواح         | 2001      | 77          | لا يوجد              | [ 28 ] [ 29 ]        |
| فرانكشتاين في بغداد        | منشورات الجمل     | 2013      | 352         | (ردمك 9933350013)    | [ 30 ] [ 31 ]        |

## جوائز
- الجائزة الأولى في مهرجان الصحافة العراقية فرع الريبورتاج 2004.[32]
- الجائزة الأولى للرواية العربية بدبي عام 2005 عن رواية «البلد الجميل».
- جائزة هاي فاستيفال البريطانية لأفضل 39 أديباً عربيًا دون سن الأربعين عام 2010.
- الجائزة العالمية للرواية العربية (البوكر) لعام 2014 عن رواية «فرانكشتاين في بغداد».[33][34][35]
- جائزة الترجمة الايطالية 2016عن رواية «فرانكشتاين في بغداد».
- جائزة الخيال الإبداعي الكبرى الفرنسية GPI 2017عن رواية «فرانكشتاين في بغداد».
- جائزة التينيكل الذهبي 2019عن رواية «فرانكشتاين في بغداد».[36]
- ترشح لجائزة مان بوكر الدولية، القائمة النهائية 2018 عن رواية «فرانكشتاين في بغداد» وجائت بالمركز الثالث.[37][38]